# Kometfabriken
Kometfabriken är en finlandssvensk popgrupp från Vasa i Finland, bildad 2002. Gruppen toppade den finländska singellistan 2005 med låten Gott nytt år.

## Bandet
Gruppen består av Anders Höglund (keyboard), Björn Höglund (gitarr), Fredrik Furu (sång) och Jimmy Westerlund (gitarr). Kometfabriken fick kontakt med producenten Lasse Andersson efter en lyckad demosingel. Därtill gjorde sångaren Furu sig ett namn när han deltog i Fame Factory. I april 2005 skrev gruppen ett skivkontrakt med EMI i Finland och i januari 2006 kom debutalbumet Kometfabriken.

## Medlemmar
- Fredrik Furu (sång)
- Björn Höglund (gitarr)
- Anders Höglund (keyboard)
- Jimmy Westerlund (gitarr)

## Diskografi
- 2006 - Kometfabriken